# Liste der Countys in Alabama
Der US-Bundesstaat Alabama ist in 67 Countys aufgeteilt.
Die offizielle Abkürzung von Alabama lautet AL, der FIPS-Code ist 01.
Der FIPS-Code jedes einzelnen Countys beginnt also stets mit 01, an die für jedes County jeweils eine dreistellige Zahl angehängt wird.
Jefferson County ist das bevölkerungsreichste County mit 674.721 Einwohnern und Greene County hat mit 7.730 die wenigsten Einwohner.
Die durchschnittliche Größe der Countys beträgt 1.958 km². Das größte County is Baldwin mit 4.118 km² und das kleinste County ist Etowah mit 1.386 km².
Die Constitution of Alabama legt seit 1901 die Mindestgröße für neu geschaffene Countys auf mindestens 600 square miles (1.600 km²) fest.
Die Angaben für die Einwohnerzahl entsprechen den Ergebnissen der Volkszählung im Jahr 2020.

## Liste der Countys
| County     | FIPS-Code | County Seat            | Gründung | Ursprung | Namensherkunft | Einwohner 2020 | Fläche    | Karte |
| ---------- | --------- | ---------------------- | -------- | --- | --- | -------------- | --------- | ----- |
| Autauga    | 001       | Prattville             | 1818     | Montgomery County                                                                                                 | Das Volk der Autauga oder Atagi, amerikanische Ureinwohner, die eine Untergruppe der Alibamu waren                                                                                     | 58.805         | 1.540 km² |       |
| Baldwin    | 003       | Bay Minette            | 1809     | Washington County und Westflorida                                                                                 | Abraham Baldwin (1754–1807), U.S. Abgeordneter aus Georgia | 231.767        | 4.118 km² |       |
| Barbour    | 005       | Clayton                | 1832     | Pike County | James Barbour (1775–1842), Gouverneur von Virginia und U.S. Senator | 25.223         | 2.292 km² |       |
| Bibb       | 007       | Centreville            | 1818     | Montgomery County (1818 hieß das Bibb County noch Cahawba County)                                                 | William Wyatt Bibb (1781–1820), 1. Gouverneur von Alabama | 22.293         | 1.612 km² |       |
| Blount     | 009       | Oneonta                | 1818     | Montgomery County                                                                                                 | Willie Blount (1768–1835), Gouverneur von Tennessee | 59.134         | 1.670 km² |       |
| Bullock    | 011       | Union Springs          | 1866     | Barbour, Macon, Montgomery und Pike Countys                                                                       | Edward Bullock (1822–1861), Colonel der Konföderiertenarmee | 10.357         | 1.613 km² |       |
| Butler     | 013       | Greenville             | 1819     | Conecuh and Monroe Countys                                                                                        | William Butler (1759–1818), Captain im Creek War | 19.051         | 2.012 km² |       |
| Calhoun    | 015       | Anniston               | 1832     | St. Clair County (1832 hieß das Calhoun County noch Benton County)                                                | John C. Calhoun (1782–1850), siebte Vizepräsident der Vereinigten Staaten | 116.441        | 1.569 km² |       |
| Chambers   | 017       | La Fayette             | 1832     | Montgomery County                                                                                                 | Henry H. Chambers (1790–1826), U.S. Senator | 34.772         | 1.545 km² |       |
| Cherokee   | 019       | Centre                 | 1836     | Gebiete der Cherokee                                                                                              | Cherokee-Volk, dessen Gebiete Nordost-Alabama umfassten | 24.971         | 1.434 km² |       |
| Chilton    | 021       | Clanton                | 1868     | Autauga, Bibb, Perry und Shelby Countys (1868 hieß das Chilton County noch Baker County)                          | William Parish Chilton (1810–1871), oberster Richter am Alabama Supreme Court und Mitglied des Kongress der Konföderierten Staaten von Amerika                                         | 45.014         | 1.794 km² |       |
| Choctaw    | 023       | Butler                 | 1847     | Sumter und Washington Countys                                                                                     | Choctaw (Volk), zu dessen Land Alabama gehörte | 12.665         | 2.366 km² |       |
| Clarke     | 025       | Grove Hill             | 1812     | Washington County                                                                                                 | John Clarke (1766–1832), Politiker aus Georgia | 23.087         | 3.208 km² |       |
| Clay       | 027       | Ashland                | 1866     | Randolph und Talladega Countys                                                                                    | Henry Clay (1777–1852), Mitglied des Repräsentantenhauses und des Senats sowie Außenminister                                                                                           | 14.236         | 1.564 km² |       |
| Cleburne   | 029       | Heflin                 | 1866     | Calhoun, Randolph, and Talladega Countys                                                                          | Patrick Cleburne (1828–1864), Generalmajor der Konföderiertenarmee | 15.056         | 1.451 km² |       |
| Coffee     | 031       | Elba                   | 1841     | Dale County | John R. Coffee (1772–1833), General im Zweiten Unabhängigkeitskrieg und Creek War | 53.465         | 1.759 km² |       |
| Colbert    | 033       | Tuscumbia              | 1867     | Franklin County                                                                                                   | George Colbert (1764–1839) and Levi Colbert (1759–1834), Anführer der Chickasaw | 57.227         | 1.535 km² |       |
| Conecuh    | 035       | Evergreen              | 1818     | Monroe County | Conecuh River, fließt durch das County | 11.597         | 2.202 km² |       |
| Coosa      | 037       | Rockford               | 1832     | Montgomery County                                                                                                 | Coosa River, fließt durch das County | 10.387         | 1.686 km² |       |
| Covington  | 039       | Andalusia              | 1821     | Henry County | Leonard Covington (1768–1813), Brigadegeneral des Britisch-Amerikanischen Krieges und Politiker                                                                                        | 37.570         | 2.669 km² |       |
| Crenshaw   | 041       | Luverne                | 1866     | Butler, Coffee, Covington, Lowndes und Pike Countys                                                               | Anderson Crenshaw (1783–1847), Richter am Alabama Supreme Court | 13.194         | 1.577 km² |       |
| Cullman    | 043       | Cullman                | 1877     | Blount, Morgan und Winston Countys                                                                                | John G. Cullmann (1823–1895), Gründer des Verwaltungssitzes des Countys Cullmann | 87.866         | 1.903 km² |       |
| Dale       | 045       | Ozark                  | 1824     | Covington und Henry Countys                                                                                       | Samuel Dale (1772–1841), Brigadegeneral im Creek War | 49.326         | 1.453 km² |       |
| Dallas     | 047       | Selma                  | 1818     | Monroe and Montgomery Countys                                                                                     | Alexander James Dallas (1759–1817), Finanzminister | 38.462         | 2.535 km² |       |
| DeKalb     | 049       | Fort Payne             | 1836     | Gebiete der Cherokee                                                                                              | Johann de Kalb (1721–1780), deutsch-amerikanischer General während der Amerikanischen Revolution                                                                                       | 71.608         | 2.013 km² |       |
| Elmore     | 051       | Wetumpka               | 1866     | Autauga, Coosa, Montgomery und Tallapoosa Countys                                                                 | John Archer Elmore (1762–1834), General im Amerikanischen Unabhängigkeitskrieg | 87.977         | 1.602 km² |       |
| Escambia   | 053       | Brewton                | 1868     | Baldwin and Conecuh Countys                                                                                       | Escambia Creek, ein Zufluss des Conecuh River | 36.757         | 2.448 km² |       |
| Etowah     | 055       | Gadsden                | 1866     | Blount, Calhoun, Cherokee, DeKalb, Marshall und St. Clair Countys (1866 hieß das Etowah County noch Baine County) | Etowah Indian Mounds | 103.436        | 1.386 km² |       |
| Fayette    | 057       | La Fayette             | 1824     | Marion, Pickens, Tuscaloosa und Walker Countys                                                                    | Marie-Joseph Motier, Marquis de La Fayette (1757–1834), französischer Général de division und Politiker, nahm auf der Seite der Kolonisten am Amerikanischen Unabhängigkeitskrieg teil | 16.321         | 1.626 km² |       |
| Franklin   | 059       | Russellville           | 1818     | Gebiete der Cherokee                                                                                              | Benjamin Franklin (1706–1790), Drucker, Verleger, Schriftsteller, Naturwissenschaftler, Erfinder und Staatsmann                                                                        | 32.113         | 1.642 km² |       |
| Geneva     | 061       | Geneva                 | 1868     | Coffee, Dale und Henry Countys                                                                                    | Geneva (New York), Herkunftsort vieler Siedler des Gebietes | 26.659         | 1.488 km² |       |
| Greene     | 063       | Eutaw                  | 1819     | Marengo und Tuscaloosa Countys                                                                                    | Nathanael Greene (1742–1786), General im Amerikanischen Unabhängigkeitskrieg | 7.730          | 1.676 km² |       |
| Hale       | 065       | Greensboro             | 1867     | Greene, Marengo, Perry und Tuscaloosa Countys                                                                     | Stephen Fowler Hale (1816–1862), Offizier der Konföderiertenarmee | 14.785         | 1.668 km² |       |
| Henry      | 067       | Abbeville              | 1819     | Conecuh County | Patrick Henry (1736–1799), britisch-amerikanischer Rechtsanwalt und Politiker und Vertreter der Amerikanischen Unabhängigkeitsbewegung                                                 | 17.146         | 1.455 km² |       |
| Houston    | 069       | Dothan                 | 1903     | Dale, Geneva und Henry Countys                                                                                    | George S. Houston (1811–1879), 24. Gouverneur von Alabama | 107.202        | 1.502 km² |       |
| Jackson    | 071       | Scottsboro             | 1819     | Gebiete der Cherokee                                                                                              | Andrew Jackson (1767–1845), siebte Präsident der Vereinigten Staaten | 52.579         | 2.792 km² |       |
| Jefferson  | 073       | Birmingham             | 1819     | Blount County | Thomas Jefferson (1743–1826), dritte Präsident der Vereinigten Staaten | 674.721        | 2.878 km² |       |
| Lamar      | 075       | Vernon                 | 1867     | Fayette und Marion Countys (1867 hieß das Lamar County noch Jones County)                                         | Lucius Q. C. Lamar (1825–1893), Richter am Obersten Gerichtshof der Vereinigten Staaten                                                                                                | 13.972         | 1.567 km² |       |
| Lauderdale | 077       | Florence               | 1818     | Gebiete der Cherokee und der Chickasaw                                                                            | James Lauderdale (1780–1814), Offizier im Zweiten Unabhängigkeitskrieg | 93.564         | 1.729 km² |       |
| Lawrence   | 079       | Moulton                | 1818     | Gebiete der Cherokee                                                                                              | James Lawrence (1781–1813), Marineoffizier im Zweiten Unabhängigkeitskrieg | 33.073         | 1.789 km² |       |
| Lee        | 081       | Opelika                | 1866     | Chambers, Macon, Russell und Tallapoosa Countys                                                                   | Robert Edward Lee (1807–1870), Oberbefehlshaber der Konföderiertenarmee | 174.241        | 1.574 km² |       |
| Limestone  | 083       | Athens                 | 1818     | Elk and Madison Countys                                                                                           | Limestone Creekm Zufluss zum Tennessee River | 103.570        | 1.450 km² |       |
| Lowndes    | 085       | Hayneville             | 1830     | Butler, Dallas und Montgomery Countys                                                                             | William Lowndes (1782–1822), Politiker aus South Carolina | 10.311         | 1.854 km² |       |
| Macon      | 087       | Tuskegee               | 1832     | Montgomery County                                                                                                 | Nathaniel Macon (1757–1837), Politiker aus North Carolina | 19.532         | 1.577 km² |       |
| Madison    | 089       | Huntsville             | 1808     | Gebiete der Cherokee und der Chickasaw                                                                            | James Madison (1751–1836), vierte Präsident der Vereinigten Staaten | 388.153        | 2.076 km² |       |
| Marengo    | 091       | Linden                 | 1818     | Gebiete der Choctaw                                                                                               | Schlacht bei Marengo | 19.323         | 2.530 km² |       |
| Marion     | 093       | Hamilton               | 1818     | Tuscaloosa County                                                                                                 | Francis Marion (1732–1795), Oberstleutnant der Kontinentalarmee im Amerikanischen Unabhängigkeitskrieg                                                                                 | 29.341         | 1.923 km² |       |
| Marshall   | 095       | Guntersville           | 1836     | Blount und Jackson Countys und Gebiete der Cherokee                                                               | John Marshall (1755–1835), Außenminister und Vorsitzender Richter am Supreme Court of the United States (1801–1835)                                                                    | 97.612         | 1.466 km² |       |
| Mobile     | 097       | Mobile                 | 1812     | Mobile District von West Florida nach der Aufnahme in das Mississippi-Territorium                                 | Mobile Bay, an dem sich das County befindet, der seinerseits nach dem amerikanischen Ureinwohnerstamm der Maubila benannt ist                                                          | 414.809        | 3.184 km² |       |
| Monroe     | 099       | Monroeville            | 1815     | Gebiete der Muskogee                                                                                              | James Monroe (1758–1831), fünfte Präsident der Vereinigten Staaten | 19.772         | 2.656 km² |       |
| Montgomery | 101       | Montgomery             | 1816     | Monroe County | Lemuel Purnell Montgomery (1786–1814), Major im Creek War | 228.954        | 2.031 km² |       |
| Morgan     | 103       | Decatur                | 1818     | Gebiete der Cherokee (1818 hieß das Morgan County noch Cotaco County)                                             | Daniel Morgan (1736–1802), Politiker | 123.421        | 1.500 km² |       |
| Perry      | 105       | Marion                 | 1819     | Cahawba, Dallas, Marengo und Tuscaloosa Countys                                                                   | Oliver Hazard Perry (1785–1819), Marineoffizier im Zweiten Unabhängigkeitskrieg | 8.511          | 1.864 km² |       |
| Pickens    | 107       | Carrollton             | 1820     | Tuscaloosa County                                                                                                 | Andrew Pickens (1739–1817), General im Amerikanischen Unabhängigkeitskrieg | 19.123         | 2.283 km² |       |
| Pike       | 109       | Troy                   | 1821     | Henry and Montgomery Countys                                                                                      | Zebulon Pike (1779–1813), Offizier im Amerikanischen Unabhängigkeitskrieg und Entdecker                                                                                                | 33.009         | 1.741 km² |       |
| Randolph   | 111       | Wedowee                | 1832     | St. Clair and Shelby Countys                                                                                      | John Randolph (1773–1833), Politiker aus Virginia | 21.967         | 1.504 km² |       |
| Russell    | 113       | Phenix City            | 1832     | Barbour, Bullock, Lee und Macon Countys                                                                           | Gilbert C. Russell (1782–1861), Offizier im Creek War | 59.183         | 1.661 km² |       |
| St. Clair  | 115       | Ashville und Pell City | 1818     | Shelby County | Arthur St. Clair (1736–1818), neunte Präsident des Kontinentalkongresses | 91.103         | 1.637 km² |       |
| Shelby     | 117       | Columbiana             | 1818     | Montgomery County                                                                                                 | Isaac Shelby (1750–1826), Gouverneur aus Kentucky | 223.024        | 2.033 km² |       |
| Sumter     | 119       | Livingston             | 1832     | Gebiete der Choctaw                                                                                               | Thomas Sumter (1734–1832), Politiker aus South Carolina | 12.345         | 2.341 km² |       |
| Talladega  | 121       | Talladega              | 1832     | St. Clair and Shelby Countys                                                                                      | Talatigi, Name der Creek-Indianer für den Verwaltungssitz, bedeutet „Grenzstadt“. | 82.149         | 1.908 km² |       |
| Tallapoosa | 123       | Dadeville              | 1832     | Montgomery und Shelby Countys                                                                                     | Tallapoosa River | 41.311         | 1.856 km² |       |
| Tuscaloosa | 125       | Tuscaloosa             | 1818     | Montgomery County und Gebiete der Choctaw                                                                         | Irokesischer Name für den Black Warrior River | 227.036        | 3.423 km² |       |
| Walker     | 127       | Jasper                 | 1823     | Blount, Jefferson und Tuscaloosa Countys                                                                          | John Williams Walker (1783–1823), Politiker aus Alabama | 65.342         | 2.049 km² |       |
| Washington | 129       | Chatom                 | 1800     | Adams and Pickering Countys des Mississippi Territory                                                             | George Washington (1732–1799), erste Präsident der Vereinigten Staaten | 15.388         | 2.798 km² |       |
| Wilcox     | 131       | Camden                 | 1819     | Dallas and Monroe Countys                                                                                         | Joseph M. Wilcox (1790–1814), Offizier im Creek War | 10.600         | 2.301 km² |       |
| Winston    | 133       | Double Springs         | 1850     | Walker County (1866 hieß das Winston County noch Hancock County)                                                  | John A. Winston (1812–1871), Gouverneur von Alabama | 23.540         | 1.588 km² |       |

## Geschichte
Das heutige Staatsgebiet Alabamas wurde nach und nach an die Vereinigten Staaten von Amerika angeschlossen. Nach dem amerikanischen Unabhängigkeitskrieg wurde Westflorida vertraglich an Spanien abgetreten, während das restliche Gebiet zunächst als Mississippi-Territorium und später als Alabama-Territorium organisiert wurde.
Die Territorialversammlung legte einige der frühesten Countys fest, die bis heute bestehen, darunter das Washington County, das am 4. Juni 1800 gegründet wurde. 1814 öffnete der Vertrag von Fort Jackson das Territorium für amerikanische Siedler, was wiederum zu einer schnelleren Gründung von Countys führte. Alabama wurde 1819 als 22. Staat in die Vereinigten Staaten aufgenommen. Als der Indian Removal Act in Kraft trat und Siedler verschiedene Gebiete Alabamas besiedelten, bildete die Legislative des Bundesstaates Alabama zusätzliche Countys aus den Gebieten der amerikanischen Ureinwohner. 1820 gab es in Alabama 29 Bezirke. Im Jahr 1830 waren es bereits 36, und die amerikanischen Ureinwohner besetzten immer noch große Gebiete im Nordosten und im äußersten Westen Alabamas. Bis 1840 wurden 49 Bezirke geschaffen, bis 1850 52, bis 1870 65 und bis 1903 die heutigen 67 Bezirke. Houston County wurde als letzter Bezirk des Bundesstaates am 9. Februar 1903 gegründet.

## Ehemalige County Namen
| County         | Benannt nach                                                    | Geändert in (im Jahr)                                    |
| -------------- | --------------------------------------------------------------- | -------------------------------------------------------- |
| Baine County   | David W. Baine, Colonel im Amerikanischen Bürgerkrieg           | Etowah County (1868)                                     |
| Baker County   | Alfred Baker, ein lokaler Grundbesitzer                         | Chilton County (1874)                                    |
| Benton County  | Thomas Hart Benton, U. S. Senator von Missouri                  | Calhoun County (1858)                                    |
| Cahawba County | Ehemalige Hauptstadt Alabamas Cahawba                           | Bibb County (1820)                                       |
| Cotaco County  | Cotaco Creek, ein Zufluss des Tennessee River                   | Morgan County (1821)                                     |
| Hancock County | John Hancock, erster Unterzeichner der Unabhängigkeitserklärung | Winston County (1858)                                    |
| Jones County   | Josiah Jones, ein lokaler Politiker                             | Covington County (1868)                                  |
| Jones County   | E.P. Jones, ein lokaler Grundbesitzer                           | Sanford County, das später zum Lamar County wurde (1877) |
| Sanford County | H.C. Sanford, ein lokaler Grundbesitzer                         | Lamar County (1877)                                      |

## Ehemalige Countys
| County         | Gegründet | Aufgelöst | Benannt nach                     | Anmerkungen |
| -------------- | --------- | --------- | -------------------------------- | --- |
| Decatur County | 1822      | 1825      | US-amerikanischer Marineoffizier | Mit Woodville als Verwaltungssitz. Aufgeteilt zwischen Madison County und Jackson County.                                                          |
| Elk County     | 1817      | 1818      | Elk River                        | Gegründet im Mississippi Territory, bevor das Alabama- und Mississippi-Territorium geteilt wurden. Vor der Staatsgründung von Alabama abgeschafft. |